# Hugo Rabeux
Hugo Rabeux, né le 17 août 1989, est un joueur français de teqball, discipline émergente mêlant football et tennis de table.

## Formation et débuts
Avant de se consacrer pleinement au teqball, Hugo Rabeux a pratiqué le football à un niveau amateur. Il découvre le teqball en 2019, séduit par l’aspect technique et spectaculaire de cette discipline émergente. Très vite, il s’investit dans l’entraînement et participe à ses premières compétitions nationales dès 2020.
Il s’entraîne régulièrement à Thann, en Alsace, où s’est formé un pôle d’excellence du teqball français. Ce centre regroupe plusieurs des meilleurs joueurs nationaux, et permet à Hugo Rabeux de progresser rapidement au contact d’athlètes comme Julien Grondin.
Sa progression rapide et ses résultats en compétition lui permettent d’intégrer l’équipe de France de teqball dès 2021.

## Carrière
Hugo Rabeux est l’un des pionniers du teqball en France. Il s’est illustré sur la scène internationale en remportant plusieurs médailles majeures.
En juin 2023, il décroche la médaille de bronze en simple hommes aux Jeux européens de 2023, qui faisaient également office de premiers Championnats d'Europe de la discipline.
Quelques mois plus tard, en décembre 2023, il remporte une nouvelle médaille de bronze en simple aux Championnats du monde de teqball 2023, organisés en Thaïlande. Il y bat notamment en quart de finale le Hongrois Ádám Blázsovics, double champion du monde, avant de s’imposer dans le match pour la troisième place face au Danois Brian Mengel Thomsen.
En double, il forme un duo performant avec Julien Grondin. Ensemble, ils remportent notamment le tournoi international de beach teqball de San Diego en janvier 2022.

## Palmarès international
- 🥉 Médaille de bronze en simple – Jeux européens de 2023
- 🥉 Médaille de bronze en simple – Championnats du monde de teqball 2023
- 🏆 Vainqueur du tournoi de beach teqball de San Diego (2022, en double)

## Classements
Selon la Fédération internationale de Teqball (FITEQ), Hugo Rabeux figure régulièrement dans le top 10 mondial en simple et en double.